# 桑涧镇
桑涧镇，是中华人民共和国安徽省滁州市定远县下辖的一个乡镇级行政单位。

## 行政区划
桑涧镇下辖以下地区：
桑涧村、农科村、大李村、蒋雨村、青春村、桑北村、河北村、河西村、黎安村、南杨村和天河回民村。